# 大工世界仮説

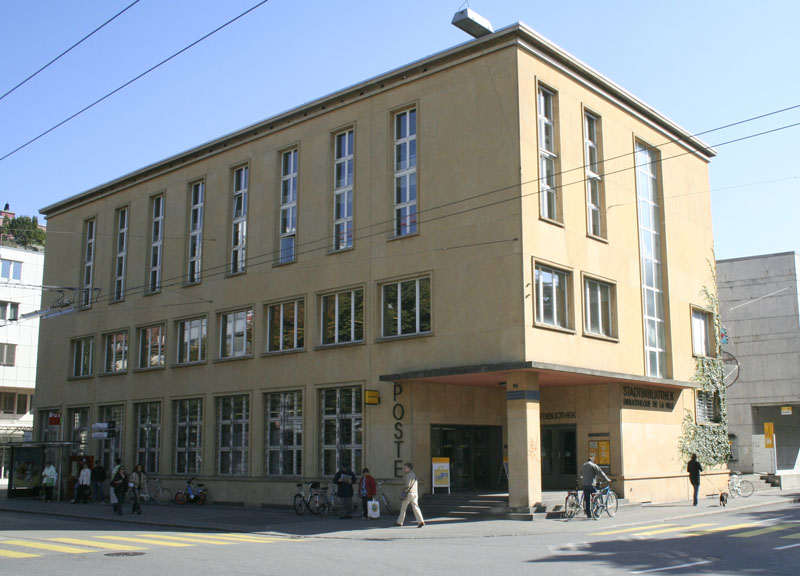
直角の多い近代建築の例

大工世界仮説（だいくせかいかせつ、Carpentered-World Hypothesis）とは、直線と直角で構築された産業社会の建築環境が深さの幾何学的な錯覚（ミューラー・リヤー錯視、ザンダーの平行四辺形、ポンゾ錯視など）に影響を与えるとする仮説。錯視に対する文化間の感受性の違いを説明するために「大工環境」という概念はメルヴィル・J・ハースコヴィッツらにより提唱された。

## 概要
大工世界という用語は、1967年に南アフリカの心理学者ウィリアム・ハドソンによって、サハラ以南のアフリカの部族の人々が絵の奥行き知覚において直線的な遠近法を解釈することができないこと、またミューラー・リヤー錯視や関連する視覚的錯覚の感受性が相対的に低いことの説明として造語・提唱された。

## 初期の実験
1965年、ドナルド・T・キャンベルとメルヴィル・J・ハースコヴィッツの間で、文化が線の長さなどの知覚の基本的な側面に影響を与えるかどうかについて議論が交わされた後、二人は、弟子のマーシャル・セガールにこの問題を調査するよう提案した。1966年に発表された決定的な論文では、彼らは17の文化を調査し、異なる文化を持つ人々がミューラー・リヤー錯視をどのように捉えるかで大きく異なることを示した。彼らは、「先進国の都市生活者は、発展途上国の生活者よりも環境の中で長方形の割合がはるかに高く、そのため、錯覚を受けやすい」と主張した。都市生活者が住む直線・直角の多い環境に対して「大工環境」という言葉を使った。
1971年のグスタフ・ジャホダの研究では、アフリカの農村部に住む部族とアフリカの都市部に住む部族を比較した。実験結果では、ミューラー・リヤー錯視の感受性に有意な差は見られなかった。その後のジャホダの研究では、文化以外に網膜の色素がこの錯視の知覚の違いに関与している可能性が示唆されており、これは後にポラックによって検証された。
その後、1978年にアールワリアによってザンビアの子どもと若年成人を対象にした研究が行われた。農村部の被験者と都市部の被験者を比較した。都市部の被験者は、若い被験者と同様に農村部の被験者よりかなり錯視に敏感であることが示された。環境の違いによって、ある文化の中でもミューラー・リヤー錯視の知覚は社会集団によって違いが生じることを示している。

## 現在の研究
ハースコヴィッツらによって議論されたように、現代環境の「大工」のような要因への初生期の視覚的曝露が、ミューラー・リヤー錯視のような錯覚を作り出し、永続させる特定の光学的較正と視覚習慣を支持している可能性を示唆している。つまり、視覚器系は、局所的な視覚環境における再帰的な特徴の存在に先天的に適応する。大工の角などの要素は、特定の文化的進化の軌跡の産物であり、人類の歴史のほとんどの期間、ほとんどの環境には存在しなかったので、ミューラー・リヤー錯視は文化的に進化した副産物のようなものであるとヘンリッヒ（2008）が主張する。
中村哲之ら（2006）によると、ヒトの他に、ハトは標準的なミューラー・リヤー錯視を知覚するが、錯視を逆にすると知覚しないという実験結果が報告されている。インコを使った実験も同様の結果が報告されている。